# Empoascanara obtusa
Empoascanara obtusa är en insektsart som beskrevs av Irena Dworakowska 1979. Empoascanara obtusa ingår i släktet Empoascanara och familjen dvärgstritar. Inga underarter finns listade i Catalogue of Life.